# Raheel Sharif

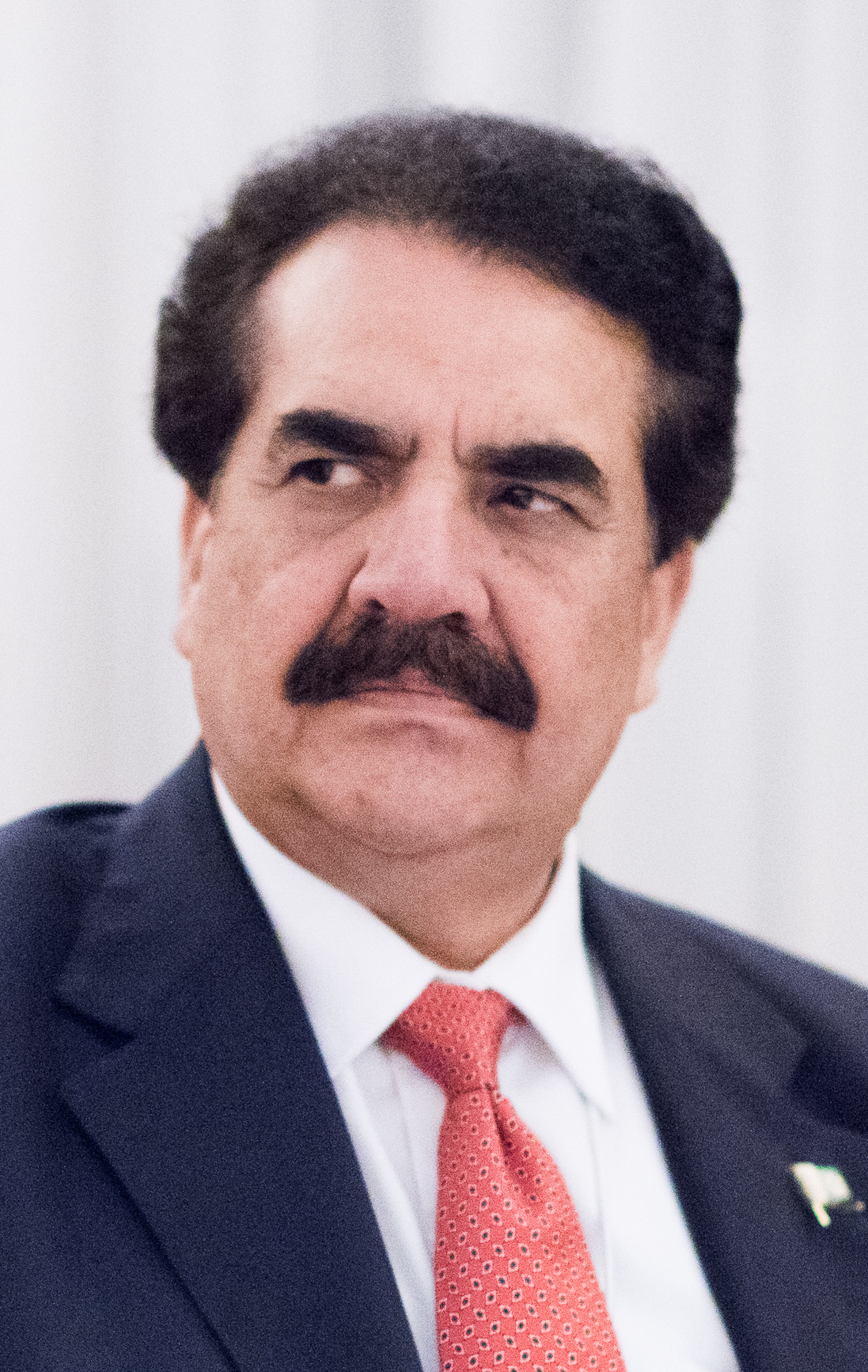
Raheel Sharif (2017)

Raheel Sharif (Urdu راحیل شریف, * 16. Juni 1956 in Quetta) ist ein pakistanischer General und war von 27. November 2013 bis zum 26. November 2016 Armeechef des Landes.

## Familie

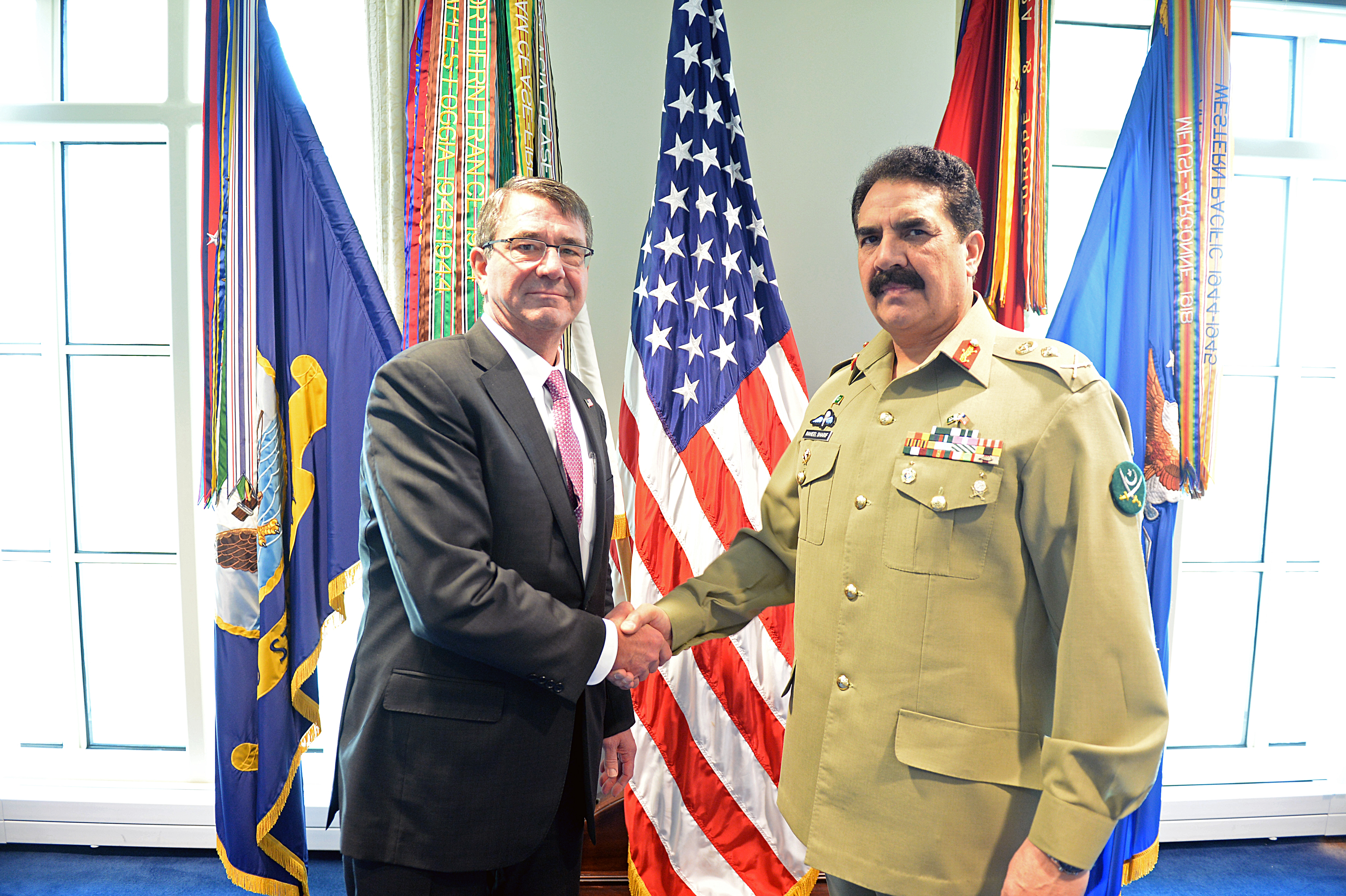
Raheel Sharif mit dem US-Verteidigungsminister Ashton Carter (2015)

Sharif, der nicht verwandt ist mit dem pakistanischen Premierminister Nawaz Sharif, entstammt einer in Pakistan bekannten Familie mit militärischem Hintergrund. Sein Vater, Muhammad Sharif, war Major der pakistanischen Armee. Sein Bruder Shabbir Sharif fiel 1971 im Krieg gegen Indien und wurde posthum mit der höchsten militärischen Auszeichnungen des Landes geehrt.
Raheel Sharif ist verheiratet und hat drei Kinder.

## Militär
Sharif war zuletzt federführend verantwortlich für die Aus- und Weiterbildung der pakistanischen Soldaten. Er setzte dabei eine, von Ashfaq Parvez Kayani durchgesetzte, Prioritätenverschiebung durch. Die Armee sollte nicht mehr nur für einen Konflikt mit Indien bereit sein, sondern auch in die Lage versetzt werden gegen den einheimischen Terrorismus effektiv vorzugehen.

## Berufung zum Armeechef

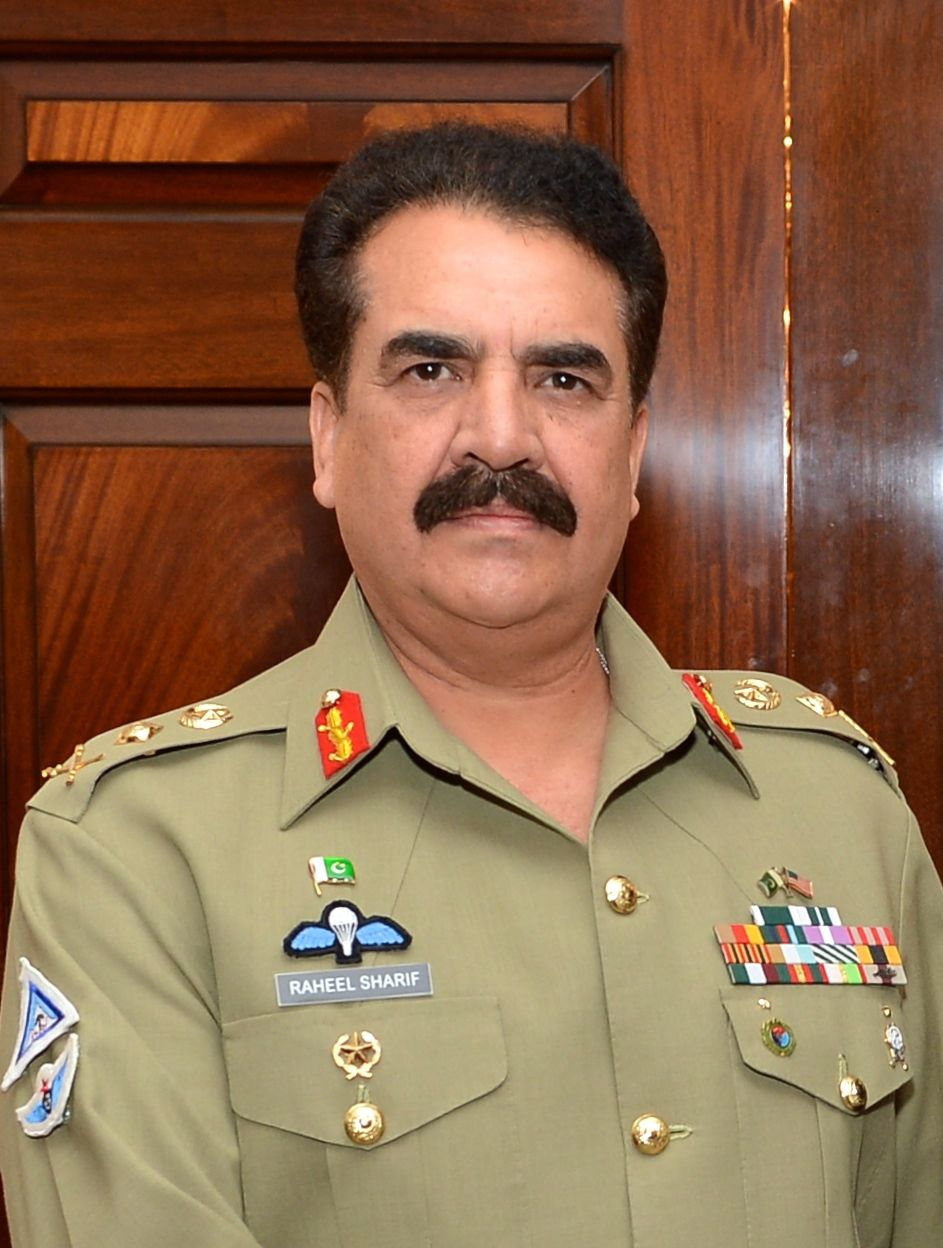
Raheel Sharif (2015)

Am 27. November 2013 wurde Sharif zum neuen Armeechef des Landes ernannt. Premierminister Nawaz Sharif überging bei dieser Wahl zwei ranghöhere Generäle. Auch Amtsvorgänger Kayani hatte einen anderen General empfohlen. Hintergrund dürfte sein, dass Raheel Sharif als unpolitisch gilt.
Am 26. November 2016 wurde Qamar Javed Bajwa von der Regierung zu seinem Nachfolger ernannt.